# Technikum Rolnicze Kadooriego
Technikum Rolnicze Kadooriego (hebr. בית הספר החקלאי כדורי; ang. Kadoorie Agricultural High School) – izraelska szkoła rolnicza znajdująca się we wsi młodzieżowej Kadoorie w Dystrykcie Północnym.

## Położenie
Szkoła jest położona na płaskowyżu Sirin w Dolnej Galilei, na północy Izraela. W kierunku zachodnim i północno-zachodnim wznosi się masyw górski Hare Nacerat, natomiast w odległości 2 km na południowy zachód od wsi samotna góra Tabor. Wzgórza po stronie zachodniej są zalesione. Tereny na północ, południe i wschód od wsi są wykorzystywane rolniczo.

## Historia

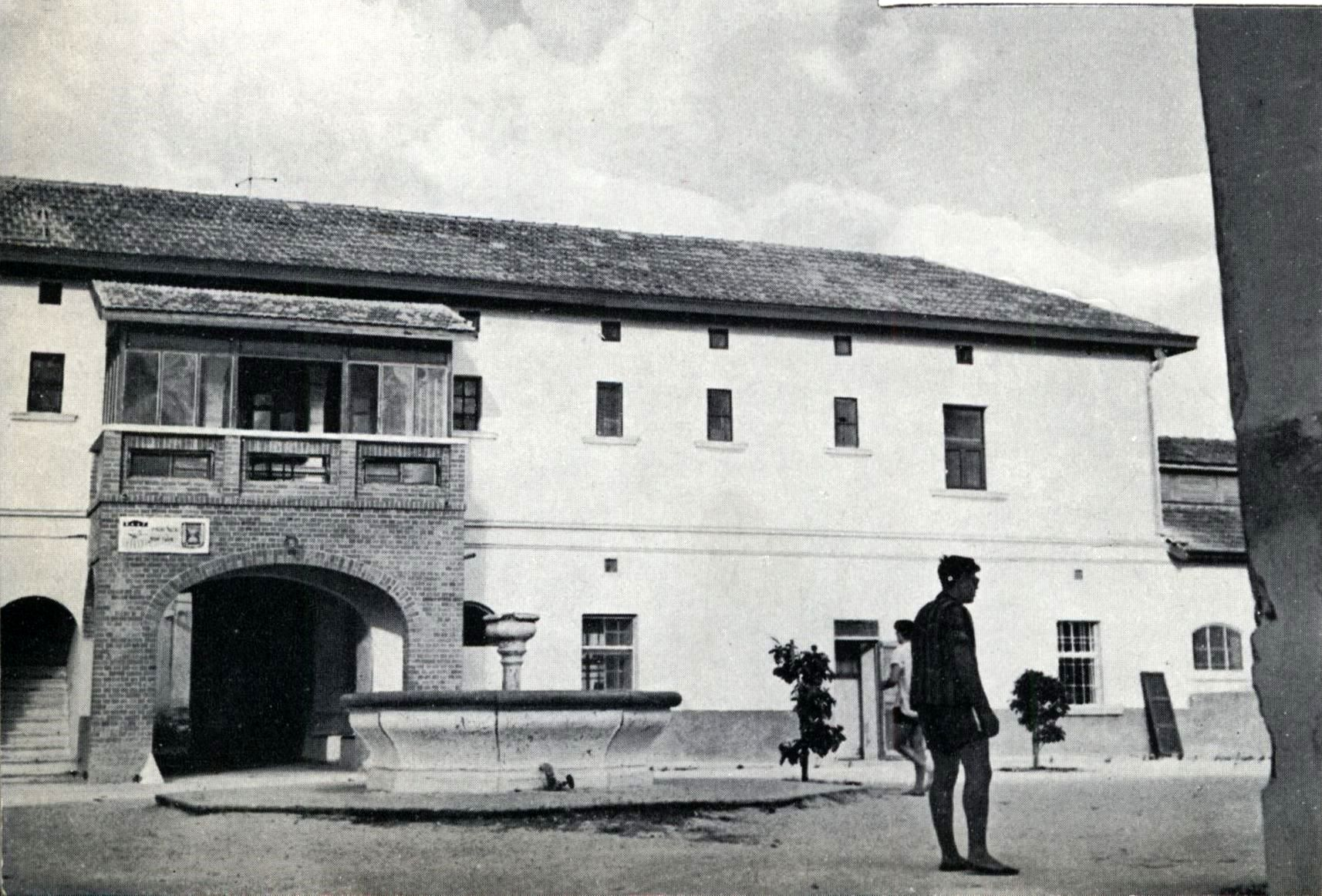
Technikum Rolnicze Kadooriego w 1956

W 1922 zmarł żydowski biznesmen i filantrop sir Ellis Kadoorie. Urodził się (w 1865) w Iraku, będącym wówczas częścią Imperium Osmańskiego. W ciągu kilku lat, prowadząc działalność gospodarczą w brytyjskich koloniach Hongkongu i Szanghaju, dorobił się wielkiego majątku. W swoim testamencie zapisał 140 tysięcy funtów na utworzenie żydowskiej szkoły rolniczej w brytyjskim mandacie Palestyny. Przekazał tę kwotę wierząc w prawdziwość obietnic z deklaracji Balfoura i konferencji w San Remo, że w Palestynie powstanie siedziba narodowa Żydów. Administracja mandatowa zablokowała jednak te środki finansowe, uważając, że społeczność żydowska w Palestynie nie ma do nich pełnych praw. Wysoki komisarz Palestyny, sir Herbert Samuel, powołał specjalną komisję do zbadania sprawy. Żydowski geograf i historyk Ze’ew Wilnaj postawił następujące pytanie: Podczas gdy darczyńca nie określił w swoim testamencie, że pieniądze są przeznaczone dla Żydów, ale dla Izraela – w języku obcych Izrael był Palestyną. W rezultacie przedłużających się dysput prawnych brytyjskie władze podjęły decyzję o użyciu funduszy na utworzeniu dwóch szkół rolniczych i w 1930 w Tulkarm utworzono Instytut Kadooriego dla ludności arabskiej, a 22 czerwca 1933, u stóp góry Tabor, powstało Technikum Rolnicze Kadooriego dla ludności żydowskiej.
Technikum Rolnicze Kadooriego bardzo szybko zyskało sobie miano najlepszej szkoły rolniczej w mandacie Palestyny. Wielu przywódców ruchu syjonistycznego wysyłało do niego swoje dzieci. Głównym celem działalności szkoły było przygotowywanie uczniów do kontynuowania specjalistycznych studiów na uczelniach w Europie. Jej pierwszym dyrektorem był Szlomo Cemach, który wprowadził „kodeks honorowy” – egzamin, bez obecności nauczyciela, sprawdzający dojrzałość uczniów. Z upływem lat szkoła otrzymała przydomek „klasztor”, co nawiązywało do odosobnionego położenia i ograniczeniu nauczania jedynie do chłopców. Przy szkole powstała niewielka wieś, w której mieszkali pracownicy i nauczyciele. W międzyczasie, w poszukiwaniu skutecznego rozwiązania narastającego konfliktu izraelsko-arabskiego, 29 listopada 1947 została przyjęta rezolucja Zgromadzenia Ogólnego ONZ nr 181. Zakładała ona, że wieś Kadoorie miała znaleźć się w granicach nowo utworzonego państwa żydowskiego. Arabowie odrzucili tę rezolucję i dzień później doprowadzili do wybuchu wojny domowej w Palestynie. W trakcie jej trwania rejon wioski zajęły siły żydowskiej organizacji paramilitarnej Hagana. Po wojnie władze izraelskie uznały tutejszą szkołę za państwową instytucję edukacyjną. Jej sytuacja zaczęła się jednak stopniowo pogarszać, a wraz z tym spadał jej prestiż. W 1952 szkoły państwowe zostały otwarte dla Arabów, a następnie także dla dziewcząt. W 1975 placówka zaczęła pełnić funkcję regionalnego technikum z internatem. W kolejnych latach podjęto szereg działań w znacznym stopniu poprawiających status szkoły i liczba jej uczniów zaczęła rosnąć.

## Informacje ogólne
Budynki szkolne zostały zaprojektowane przez brytyjskiego architekta Austena St. Barbe'a Harrisona. Całość wzniesiono w stylu eklektycznym nazywanym śródziemnomorskim modernizmem. Główny budynek wzniesiono z szarego kamienia wapiennego. Ten imponujący wielkością budynek zaskakuje prostotą wystroju wewnętrznego, co zapewne miało wpływ na powstanie przydomka „klasztor”. Parter jest wykorzystywane na mieszkania nauczycieli, laboratoria, sale lekcyjne, biura, jadalnię, kuchnię i pralnię. Na pierwszym piętrze znajdują się pokoje studenckie, łazienki oraz pokoje pracowników szkoły. Na drugim piętrze urządzono przychodnię lekarską i niewielki szpital.
Obecnie w zespole kształci się około 1650 uczniów, z czego 250 w szkole z internatem, będącej własnością Administracji Edukacji Wsi. Jednym z celów instytucji jest znalezienie sposobów radzenia sobie z problemami różnic między kulturowych na poziomie szkolnym, co może okazać się kluczem do zmniejszenia podobnych problemów w społeczeństwie. Przesłaniem programowym jest tekst: Wszyscy jesteśmy różni, ale każdy z nas ma tu miejsce. Przyszkolne gospodarstwo rolne ma własny sad owocowy, szklarnię, oborę i mleczarnię, a także pola uprawne i badawczy ośrodek upraw. Szkoła dysponuje także boiskami sportowymi, salami audiowizualnymi, biblioteką, centrum muzycznym i pracowniami umożliwiającymi prowadzenie różnorodnych zajęć warsztatowych. W placówce jest zatrudnionych 130 nauczycieli i około 70 pracowników.

## Znani absolwenci
- Icchak Rabin – generał i premier Izraela
- Jigal Allon – generał i minister w rządzie[8]